# Gyula Kornis

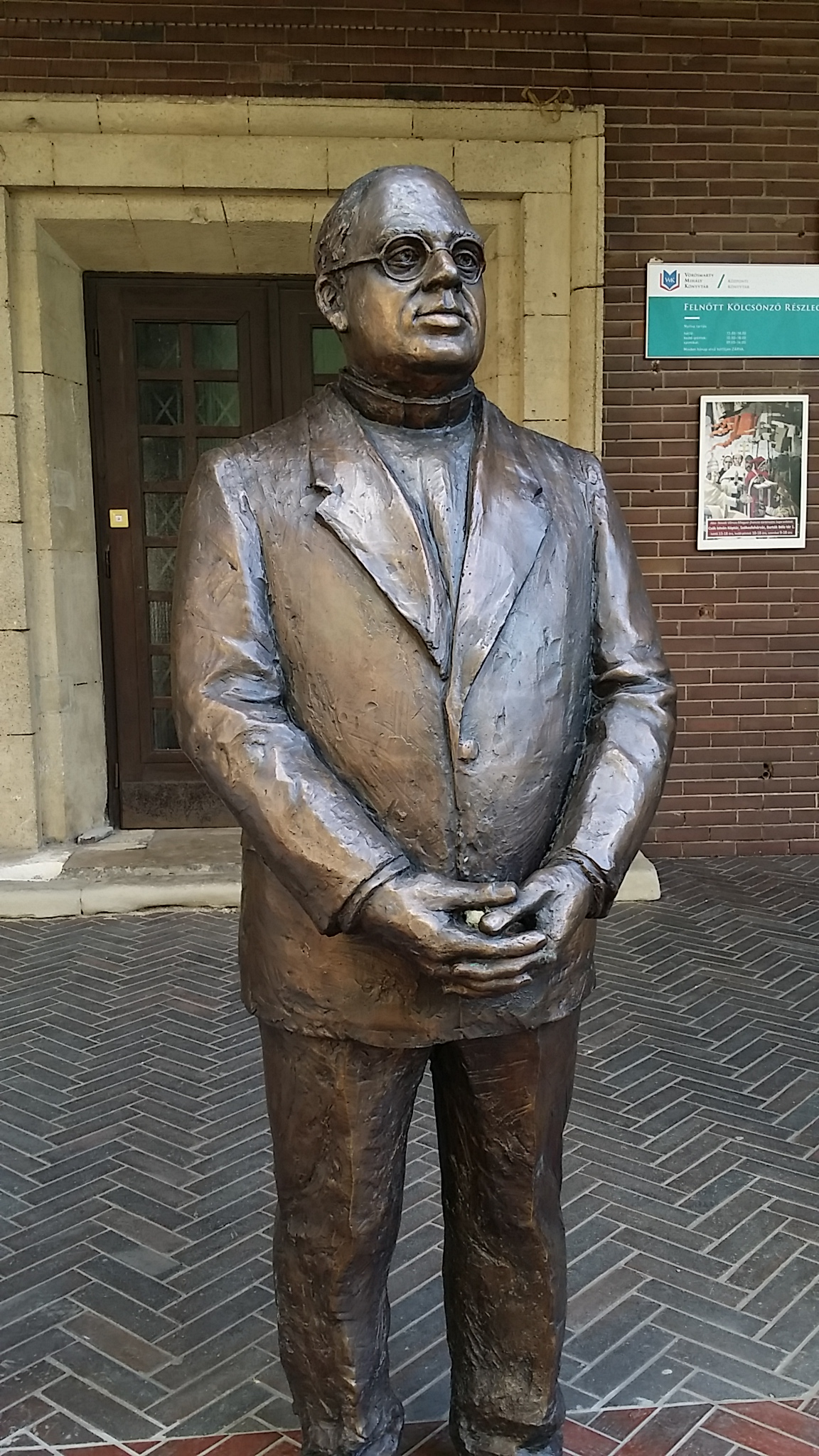
Standbeeld van Gyula Kornis

Gyula Kornis (oorspronkelijk Gyula Kremer; Vác, 22 december 1885 – Boedapest, 17 april 1958) was een Hongaars piarist, filosoof, academicus en politicus, die in 1938 voor korte tijd het ambt van voorzitter van het Huis van Afgevaardigden bekleedde.
Hij was lid van de Eenheidspartij en speelde een belangrijke rol in de implementatie van het onderwijsbeleid van graaf Kuno von Klebelsberg, die in de jaren 1920 minister van Eredienst en Onderwijs was in de regering van István Bethlen. Kornis was in 1945, na afloop van de Tweede Wereldoorlog, ook interim-voorzitter van de Hongaarse Academie van Wetenschappen.